# Петрова, Елена Владимировна
Еле́на Влади́мировна Петро́ва (род. 13 октября 1966, Ленинград) — советская и российская дзюдоистка, призёр Олимпийских игр, чемпионата мира и Европы, Игр Доброй воли, пятикратная чемпионка страны (СССР, СНГ, России), заслуженный мастер спорта России (1992).
Родилась в Ленинграде в студенческой семье. Отец — африканец, родом из Сьерра-Леоне, врач. Отец приехал в Ленинград учиться в Первый медицинский институт, где познакомился со своей будущей русской женой. Ещё есть сводный младший брат от другого брака отца. После первого класса её с братом должны были увезти в Африку, но из-за потери документов Елены, отец отвёз в Африку только сводного брата. Так сложилось, что Елена не уехала в Африку и осталась жить с матерью в Ленинграде.
В подростковом возрасте сначала в течение трёх лет занималась баскетболом. Затем перешла в легкую атлетику, где добилась неплохих результатов, выполнила звание кандидата в мастера спорта. В 1984 году после окончания школы поступила в Ленинградский институт физической культуры им. Лесгафта на тренерский факультет. Первый тренер — Андреев Алексей Викторович. Уже учась в институте получила травму и после восстановления перешла в секцию дзюдо к тренеру Александру Сергеевичу Корнееву.

## Карьера
Основной тренер — Александр Сергеевич Корнеев. Чемпионка СССР 1989 года по дзюдо в весе до 61 кг. В том же году на чемпионате мира по дзюдо в Белграде завоевала серебряную медаль в весе до 61 кг. В 1992 году уже в чемпионате СНГ Петрова также завоевала золотую медаль, но уже в другом весе — до 66 кг. В том же году на чемпионате Европы по дзюдо в Париже завоевала бронзовую медаль в весе до 61 кг. На Олимпийских играх 1992 года в Барселоне завоевала бронзовую медаль по дзюдо в весе до 61 кг.
После Олимпиады вновь подряд в 1993 и 1994 годах Елена Петрова выигрывала чемпионат России в весе до 61 кг. В 1994 году на 3-х Играх Доброй воли в Санкт-Петербурге завоевала бронзовую медаль по дзюдо в весе до 61 кг.  На чемпионате России в 1997 победила в весе до 63 кг.
Достижения:
Чемпионка СССР - 1989 (до 61 кг).
Чемпионка СССР - 1989 (до 61 кг).
Чемпионка СНГ - 1992 (до 66 кг).
Чемпионка России - 1993, 1994 (до 61 кг), 1997 (до 63 кг).
Бронзовая медаль Олимпийских игр в 1992 (до 61 кг).
Серебряная медаль чемпионата мира в 1989 (до 61 кг).
Бронзовая медаль чемпионата Европы в 1992 (до 61 кг).
Бронзовая медаль Игр Доброй воли в 1994 (до 61 кг).
Деятельность после окончания карьеры:
Деятельность после окончания карьеры:
В настоящее время Елена Петрова является специалистом Центра физической культуры, спорта и здоровья Василеостровского района, тренирует подростков в секции дзюдо.Накануне проводимого В.В. Путином в Санкт-Петербурге пропагандистского Саммита "Россия- Африка" (27.07.2023), нацеленного на привлечение государств африканского континента "на свою сторону" в связи с вторжением России в Украину, о Елене Петровой "вспомнили", и губернатор Петербурга Александр Беглов наградил призера Олимпийских игр и чемпионата мира по дзюдо Елену Петрову медалью ордена «За заслуги перед Отечеством» II степени.
Награды:
Награды:
Награды:
Медаль ордена «За заслуги перед Отечеством» II степени (25.07.2023).